# Дмитровский завод мостовых железобетонных конструкций
Дмитровский завод МЖБК (завод мостовых железобетонных конструкций) — российский производитель железобетонных конструкций для мостостроения, промышленного, дорожного и жилищного строительства. Расположен в городе Дмитрове Московской области.
Также осуществляет добычу гравия, песка, щебня (нерудные материалы) в карьерах в юго-восточной части Дмитровского района для своего производства и на продажу.

## История
Приказом № 995 от 12.08.1946 года Министерства путей сообщения СССР утверждено строительство завода железобетонных конструкций (в дальнейшем завода Мостовых железобетонных конструкций) в городе Дмитрове при действовавшем Гравийно-песчаном заводе № 24 (песчано-гравийном карьере № 24) треста «Мостостройпром». Тресту было поручено возвести завод с 1 апреля 1947 года по 3 квартал 1948 года.
Предприятие разместилось на ресурсно-сырьевой базе района, разработанной в 1930-е годы Гравийно-песчаным заводом № 24, выделенного из ИТЛ Дмитровского механического завода (Дмитлага до 1938 года) после завершения строительства канала имени Москвы.
Организацией строительного участка (прорабского пункта) занимался Мостозавод № 5 Министерства путей сообщения, который располагался в посёлке Перерва под Москвой. Строительство осуществлялось нелимитным порядком, использовались добываемое сырьё и финансовые средства Гравийно-песчаного завода и треста. Начальниками участка в разное время были: Павловский А. В., Кишин В. В., руководство Гравийно-песчаного завода № 24, Рвачёв И. Ф., с которого и началось строительство в 1948 году, Ковалёнок Е. Ф. и другие. Партийное руководство (политико-воспитательная работа) осуществлялось Мостозаводом № 24, но и он не смог обеспечить сроки строительства в 1948 году из-за тяжёлых условий труда и плохих бытовых условий (дощатые бараки) и, как следствие, большой текучести кадров. Для ускорения строительства завода руководство поручено Мостопоезду № 422, который с начала 1951 года уже выделил Мостоколонну под руководством Малеева М. А. Завод был сдан с недоделками 8 октября 1951 года. Затем продолжались достройка и пусковая наладка, 7 марта 1952 года завод был пущен. Согласно приказам в конце 1951, в 1952 годах треста «Мостостройпром» происходит назначение новых людей на должности завода МЖБК.
В 1952 году для железнодорожного строительства была запущена первая очередь завода железобетонных конструкций с проектной мощностью 10 тысяч м³ железобетонных деталей.
В 1952 году было изготовлено 4,4 тыс. м³ железобетонных конструкций. Численность персонала составила 148 человек.
Продукция завода стала поставляться на Урал, в Сибирь, Поволжье, в другие регионы страны и за рубеж.
Продукция гравийного завода также шла на строительство метро. На востоке от завода находится бывший карьер Метрострой. Также названия Метростроевской и Гравийной носят ближайшие улицы города.
В 1954 году завод передаётся в Министерство транспортного строительства СССР.
В 1957 году в результате реконструкции предприятие было окончательно объединено с Гравийно-песчаным заводом № 24, выпускавшим щебень, песок и гравий. Гравийно-песчаный завод входил в число 8-ми крупнейших предприятий по добыче строительных материалов в Московской области.
8 августа 1959 года решением № 955 Мособлисполкома территория завода железобетонных конструкций вошла в границы города Дмитров, а 5 ноября 1959 году решением № 1930 Мособлисполкома в черту города вошёл и жилой посёлок завода железобетонных конструкций из Орудьевского сельсовета.
В декабре 1959 года на одной из площадок объединённого завода было завершено строительство Дмитровского домостроительного комбината.
В 1961 году мощность предприятия достигла 60 тыс. м³ продукции. Заработал цех ЖБК-2, занимающийся выпуском напряженно-армированных балок. Начиная с 1970-х годов Дмитровский завод МЖБК начал выполнять функции индустриальной базы транспортного строительства. В тех же годах начинают производиться дорожные и пустотные плиты для Москвы и области, Дмитрова и других городов России.
В 1967 году был запущен 2-й бетоносмесительный узел, оснащённый автоматической системой дозирования. Для арматурного цеха возвели новое здание.
В 1970 году проектная мощность предприятия достигла 65 тыс. м³. Его продукция поставлялась в Чехословакию, Монголию, Финляндию. Предприятие являлось коллективным членом общества дружбы «СССР-ГДР», Болгаро-Советской дружбы.
В 1974 году Дмитровский завод МЖБК увеличил производство до 73,7 тыс. м³.
В 1991 году на фоне всеобщего кризиса в стране выпуск упал до 13,3 тыс. м³ железобетонных конструкций и нерудных строительных материалов до 254 тыс. м³. Коллектив завода сократился до 492 человек.
В 1993 году завод в качестве филиала вошёл в состав образованного ОАО «Мостожелезобетонконструкция», центральный офис которого разместился в Москве. Генеральным директором ПО «МЖБК» становится А. Я. Никулин. В составе организации было сформировано 5 заводов: Батайский, Дмитровский, Горьковский, Подпорожный и Исетский.
Затем началось восстановление производства и за 2000 год завод изготовил 40 тыс. м³, 75 % из которых — мостовые конструкции.